# Dipoena lesnei
Dipoena lesnei är en spindelart som beskrevs av Simon 1899. Dipoena lesnei ingår i släktet Dipoena och familjen klotspindlar.
Artens utbredningsområde är Algeriet. Inga underarter finns listade i Catalogue of Life.